# 前野自観
前野 自観（まえの よりあき、生没年不詳）は、江戸時代前期ごろの武士・阿波徳島藩に仕えた藩士。前野自性の孫で前野自有の子。蜂須賀家の家臣。

## 人物
自観は江戸時代中期ごろ（17世紀末〜18世紀初め）に前野自有の子に生まれる。はじめ自寿（よりとし）と名乗り、後に自観と改める。阿波徳島藩に上士として仕え、津田監物義勝の娘を正室に迎えた。義勝の父は斯波義銀あるいは織田刑部大輔の子である津田正俊で、斯波氏、織田氏の系統にあたる。
前野氏は、桓武天皇皇子の良岑安世を始祖とする良岑氏の系統 で、平安時代末期もしくは鎌倉時代初期に創設された氏である。良岑高成（原高成）の子である前野高長もしくはその曾孫である前野時綱が尾張国丹羽郡前野村（現在の愛知県江南市前野町〜大口町辺り）に移り住んで前野を名乗ったのが始まりとされている。だが、自観の家系である前野家は、藤原利仁流富樫氏族坪内氏の出身である前野左近将監自唯（為定）が始祖であるため、血縁としては良岑姓が正しいが、家系としては藤原姓が正しいということになる。

## 系譜
- 祖父：前野助左衛門自性
- 父：前野三右衛門自有
- 妻：津田監物義勝娘
  - 子：前野三右衛門自常